# Patric Park

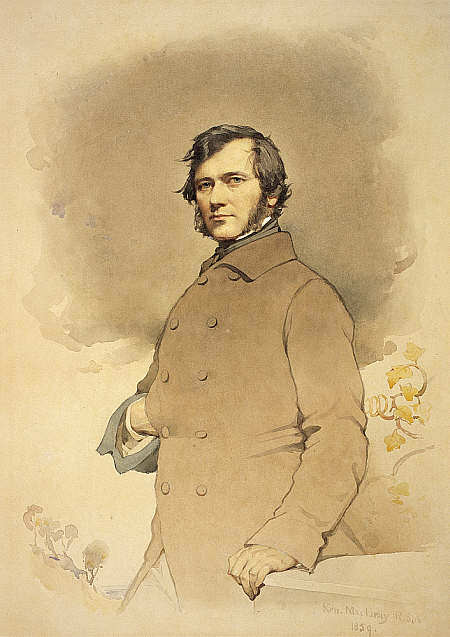
Posthumes Porträt des schottischen Bildhauers Patric Park nach einer Fotografie

Patric Park (* 12. Februar 1811 in Glasgow, Schottland; † 16. August 1855 in Warrington, England) war ein schottischer Bildhauer, der vor allem für seine ausdrucksstarken Porträtbüsten bekannt wurde.

## Leben
Patric Park wurde als Sohn des Maurers Matthew Park geboren und stammte aus einer Familie mit langer Handwerkstradition. Im Alter von 14 Jahren begann er eine Lehre bei dem Edinburgher Steinmetz John Cornell. Bereits mit 16 Jahren erhielt er den Auftrag, das Familienwappen über dem Eingang des Hamilton Palace anzufertigen. Ab 1828 arbeitete er mit dem Architekten James Gillespie Graham an Projekten wie Murthly Castle. Von 1831 bis 1833 studierte er in Rom bei dem dänischen Bildhauer Bertel Thorvaldsen. Nach seiner Rückkehr nach Schottland etablierte er sich als Porträtbildhauer. 1841 zog Patric Park von London nach Edinburgh und 1852 nach Manchester. Er war Mitglied der Royal Scottish Academy: 1849 wurde er zum Associate Member (ARSA) und 1851 zum Full Member (RSA) gewählt. Patric Park starb 1855 plötzlich in Warrington, nachdem er einem Träger geholfen hatte, ein schweres Gepäckstück zu heben und sich dabei ein Blutgefäß zerriss.

## Werk

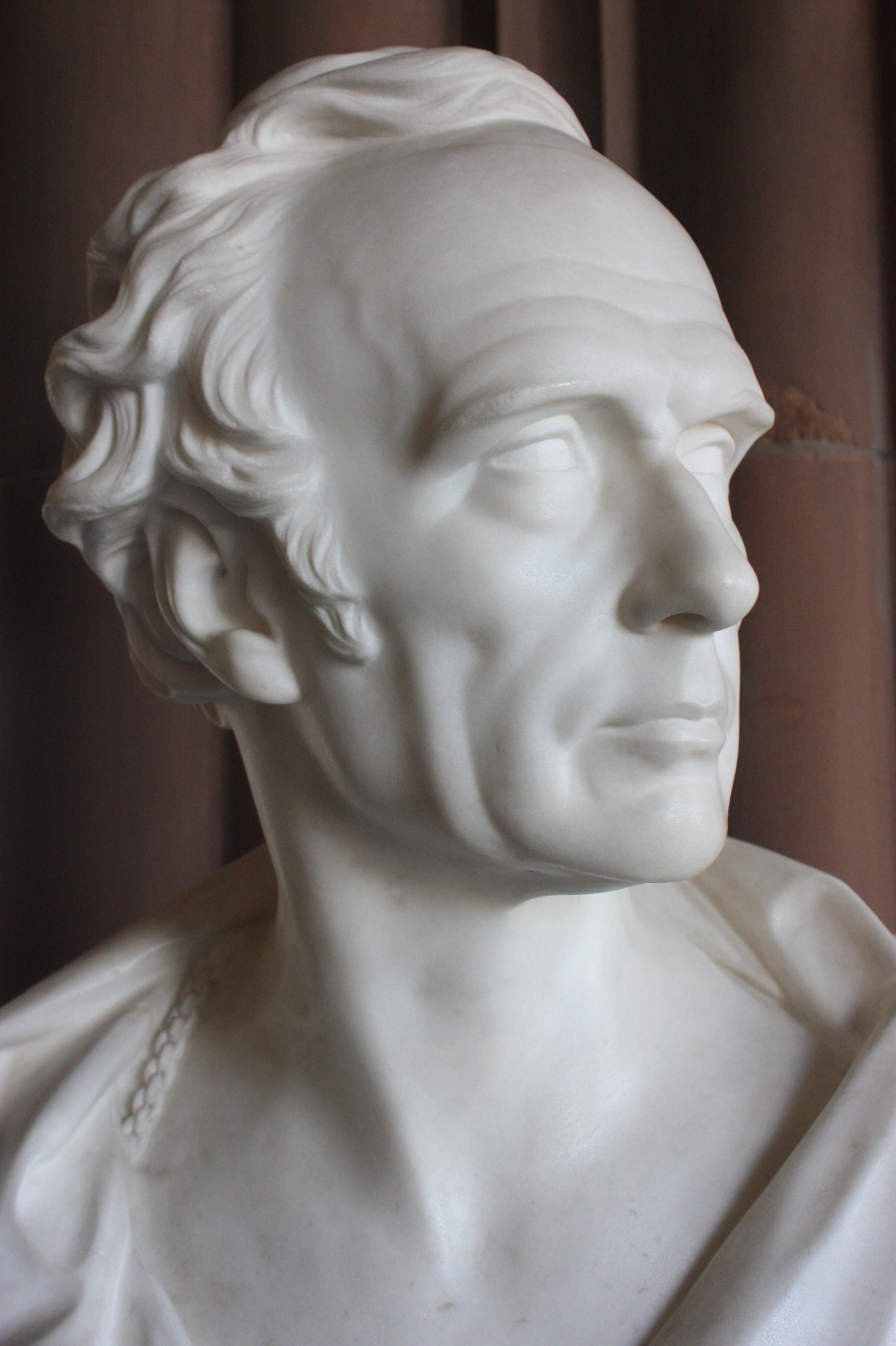
Sir John Watson Gordon von Patric Park, 1852

Patric Parks Werk umfasst zahlreiche Porträtbüsten von Persönlichkeiten seiner Zeit, darunter Admiral Thomas Cochrane, Sir James Young Simpson und den Künstler David Octavius Hill. Seine Büste von Robert Burns aus dem Jahr 1845 befindet sich im Robert Burns Birthplace Museum. Eine weitere bedeutende Arbeit ist die Büste von Napoleon III., die 1854 entstand und sich heute im Victoria and Albert Museum befindet. Parks Stil zeichnet sich durch eine Kombination aus Energie und Zartheit aus; seine Werke wurden für ihre lebendige Darstellung und feine Ausarbeitung geschätzt.   